# Iers Vredespark
Het Ierse Vredespark en zijn centrale ronde toren, te Mesen, West-Vlaanderen, België, is een oorlogsmonument opgetrokken voor de Ierse soldaten die omkwamen, verwond raakten of vermist werden in de Eerste Wereldoorlog. Het monument ligt dicht bij de plek waar in juni 1917 de Tweede Slag om Mesen werd uitgevochten. De site staat sinds 2023 op de Unesco-Werelderfgoedlijst als onderdeel van inschrijving Begraafplaatsen en herdenkingssites van de Eerste Wereldoorlog (Westelijk Front).

## Ontwikkeling
Door de gebeurtenissen tijdens de Paasopstand in 1916 en vanwege het vertrek van Ierland uit het Verenigd Koninkrijk na het afsluiten van het Anglo-Iers Verdrag in 1922 en de burgeroorlog die daarop volgde werd er weinig gedaan in Ierland om de slachtoffers van de Eerste Wereldoorlog te herdenken. De landen die betrokken waren bij de Grote Oorlog herdachten hun gevallen soldaten met herdenkingsmonumenten in het gebied van het Westfront. Dit leidde tot veel commotie op het, door conflict geteisterde, Ierse eiland. Dit werd nog eens geaccentueerd toen Noord-Ierland een herdenkingsmonument oprichtte in Frankrijk.
Deze herdenkingstoren dient echter niet om het evenwicht te herstellen, maar om de Ieren te herdenken die een offer hebben gebracht voor hun vaderland, ongeacht hun politieke of religieuze voorkeur. Het dient eveneens als symbool voor de verzoening tussen de Ieren. De toren herbergt de ‘war memorial books’ van John French (1922), waarin de namen staan van circa 49.000 Ierse mannen die stierven tijdens de Eerste Wereldoorlog.
Het project werd opgestart door ‘A Journey of Reconciliation Trust’, een organisatie waarin mensen zetelen, afkomstig uit zowel de Republiek als uit Noord-Ierland, met zowel katholieke/nationalistische als protestantse/unionistische achtergronden.
De bouw van de toren werd echter getekend door conflict over wie de kosten zou betalen voor de constructie. De bouwkosten werden uiteindelijk gedekt door de bijdragen van de Britse en Ierse regeringen en door commerciële sponsors. Sommige problemen, zoals met de drainage, boomgroei en verhardingen in het park rond de toren, zorgden nog voor problemen tijdens de eerste jaren. Het park werd vervolgens geherstructureerd naar zijn huidige ontwerp onder de Stadsraad van Dublin in 2004.

## Ontwerp

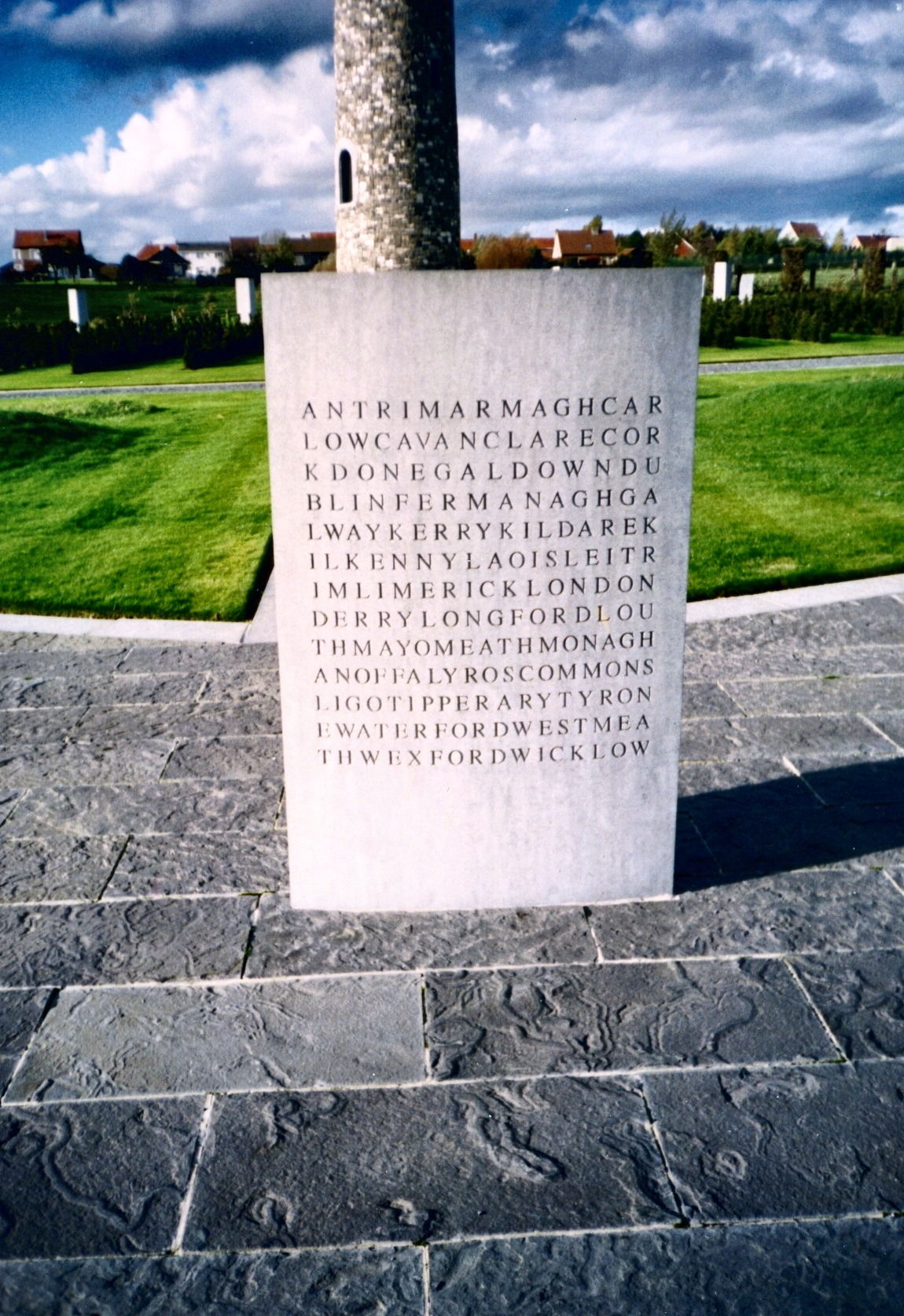

De 30,5 meter hoge toren is ontworpen naar het traditionele ontwerp van een Ierse round tower. Er is voor dit ontwerp gekozen omdat er gezocht werd naar een typisch Iers symbool, dat echter geen van beide partijen tegen het hoofd kon stoten. Deze ronde torens werden vermoedelijk in de 10de eeuw gebouwd door de Kelten als verdedigingswerk tegen de Vikingen. Toen was er nog geen sprake van verdeeldheid op het eiland. Vandaag de dag zouden er nog een 65-tal in Ierland bewaard gebleven zijn.
De stenen die werden gebruikt om de buitenkant van de toren te bekleden bestaat grotendeels uit Ierse breuksteen. Deze stenen zijn afkomstig van het St. Mary's Hospital te Mullingar. Dit hospitaal werd gebouwd tussen 1846 en 1849, in die tijd was een grote hongersnood waardoor er naar schatting 1 miljoen Ieren zijn omgekomen door honger en nog eens 1 miljoen Ieren immigreerde naar het buitenland. De toren heeft een diameter van 6,3 m - 4,9 m en heeft een kegelvormig dak. De binnenmuur van de toren is opgetrokken in volle betonblokken.
Het ontwerp heeft een uniek aspect dat ervoor zorgt dat de zon het interieur alleen verlicht op het 11de uur van de 11de dag van de 11de maand, de verjaardag van de wapenstilstand die de oorlog beëindigde.
Er wordt jaarlijks een herdenkingsceremonie gehouden in het park op wapenstilstand.

## Inhuldiging
De toren werd ingehuldigd na een ceremonie om 11 uur op 11 november 1998 door president Mary McAleese van Ierland, koningin Elizabeth II van het Verenigd Koninkrijk en koning Albert II van België.
In haar toespraak zei President McAleese:

Today's ceremony at the Peace Park was not just another journey down a well-travelled path. For much of the past eighty years, the very idea of such a ceremony would probably have been unthinkable.
Those whom we commemorate here were doubly tragic. They fell victim to a war against oppression in Europe. Their memory, too, fell victim to a war for independence at home in Ireland.

(Deze ceremonie aan het Vredespark was niet gewoon een reis langs een welbekend pad. Voor het grootste deel van de laatste 80 jaar, was het idee van een ceremonie als deze ondenkbaar.
Zij die we hier herdenken zijn dubbel zo tragisch. Ze zijn slachtoffer geworden van een oorlog tegen onderdrukking in Europa. Hun herinnering werd evenzeer slachtoffer aan een oorlog om onafhankelijkheid in Ierland.)
— Mary McAleese

Op de officiële heropening van het geherstructureerde park op 7 juni 2004, zei de Ierse minister van buitenlandse zaken Dermot Ahern dat het eren van de wilskracht van alle Ieren die gestorven zijn in de Eerste Wereldoorlog ons kan bijleren hoe het vredesproces met Noord-Ierland kan worden verdergezet en voegt daar aan toe:

All those untold human stories that we lost in the first World War and more recently in the conflict in Northern Ireland, must be remembered. And, in remembering, they must not be told for nothing. They must not be told to deepen divisions. They must be told to inspire us to overcome them.

(Al die ontelbare menselijke verhalen die we hebben verloren in de Eerste Wereldoorlog, en meer recent in het conflict in Noord-Ierland, moeten onthouden worden. En, bij het onthouden mogen ze niet voor niets verteld worden. Ze mogen niet verteld worden om de verdeeldheid te vergroten. Ze moeten verteld worden om ons te inspireren om deze te overwinnen.)
— Dermot Ahern

## Peace Pledge

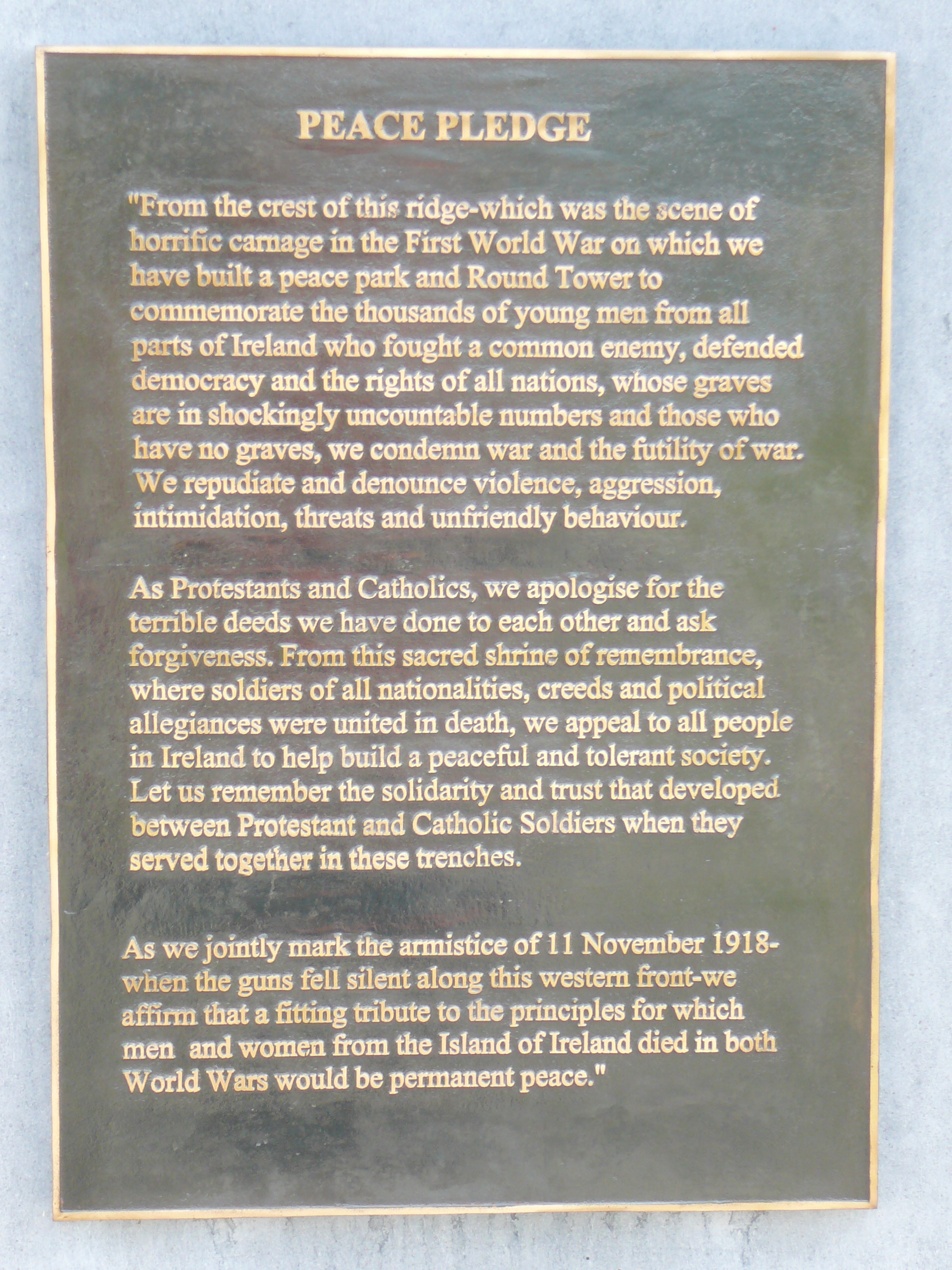
Peace Pledge plaat,
in het midden van het park.

Aan de zuidkant van het park is er een ronde aarde wal opgetrokken. In het midden staat er een licht gebogen granieten zuil met daarop een bronzen plaat met de tekst:

From the crest of this ridge – which was the scene of horrific carnage in the First World War on which we have built a peace park and Round Tower to commemorate the thousands of young men from all parts of Ireland who fought a common enemy, defended democracy and the rights of all nations, whose graves are in shockingly uncountable numbers and those who have no graves, we condemn war and the futility of war. We repudiate and denounce violence, aggression, intimidation, threats and unfriendly behaviour.
As Protestants and Catholics, we apologise for the terrible deeds we have done to each other and ask forgiveness. From this sacred shrine of remembrance, where soldiers of all nationalities, creeds and political allegiances were united in death, we appeal to all people in Ireland to help build a peaceful and tolerant society. Let us remember the solidarity and trust that developed between Protestant and Catholic Soldiers when they served together in these trenches.
As we jointly mark the armistice of 11 November 1918 – when the guns fell silent along this western front – we affirm that a fitting tribute to the principles for which men and women from the Island of Ireland died in both World Wars would be permanent peace

Achteraan de steen staan de namen van de 32 graafschappen van Ierland op alfabetische volgorde. Op 11 november om 11 uur zou de zon recht achter de zuil staan waardoor de schaduw van de zuil op het pad richting de toren valt. Als men deze as zou verlengen, zou deze in het geografische centrum van het Ierse Eiland komen.
De onvolledige, cirkelvormige aarden wal verwijst naar de prehistorische cirkelvormige ringforten die her en der in Ierland worden aangetroffen.

## Het park

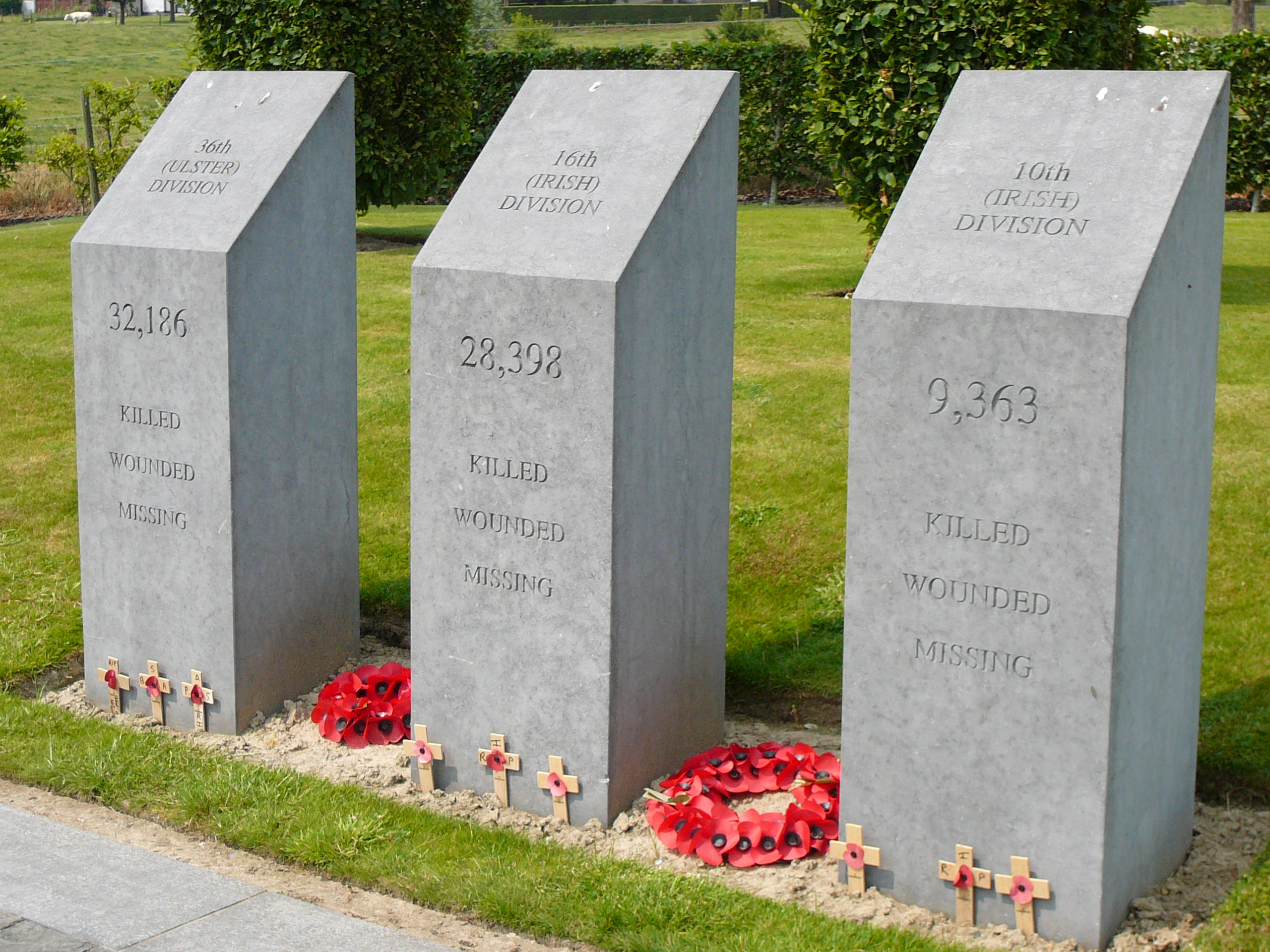
De drie zuilen die de gesneuveld,
gewonden en vermiste van de
drie vrijwillige Ierse divisies weergeeft.

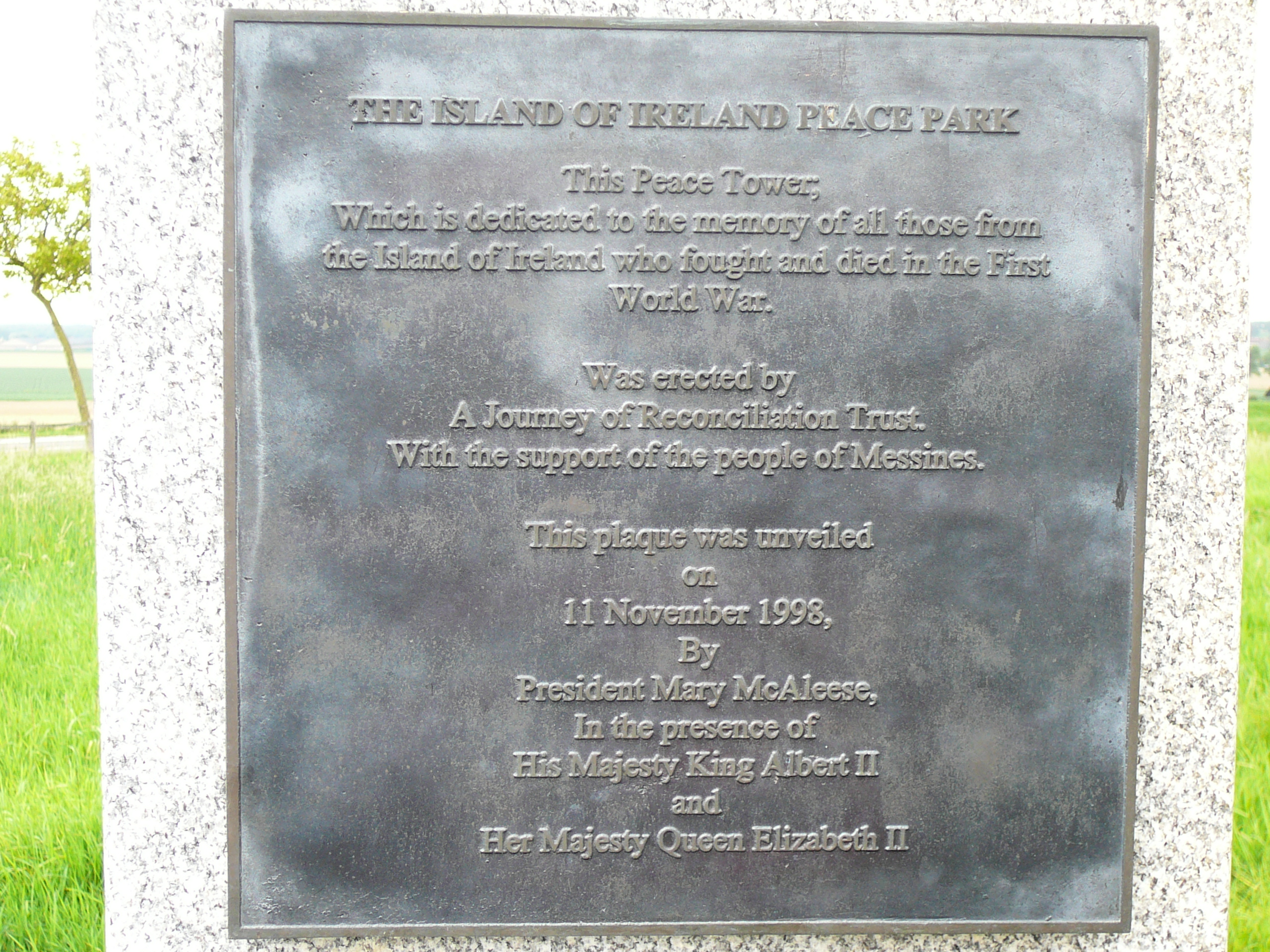
Gedenkplaat die de opening en de toewijding van het park herdenkt

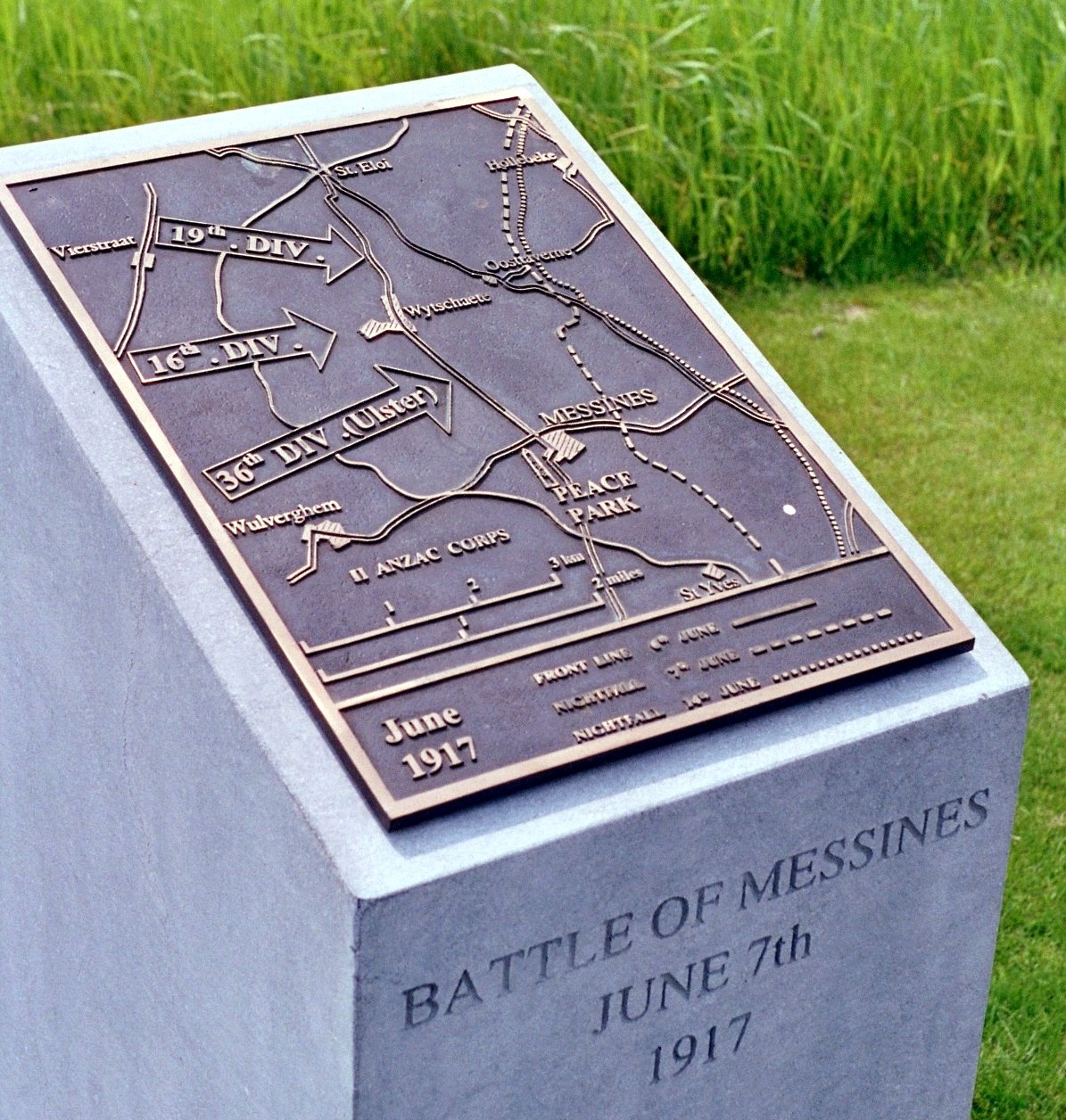
Gedenkplaat met een overzicht van de Tweede Slag om Mesen.

- De beplanting van het park bestaat voor een groot deel uit taxussen, een typische funeraire boom, die in het Engels ook weleens wordt aangeduid met ‘Irish Yew’.
- De toegangsmuur is opgetrokken uit Ierse breuksteen, net zoals de toren. De inkompoort is met de hand gesmeed.
- Bij de inkompoort staan er links vier granieten zuilen met daarop vier gedenkplaten in vier verschillende talen (Iers, Engels, Nederlands en Frans), die de opening en de toewijding van het park herdenkt op 11 november 1998.
- In het park rond de ronde toren zijn er nog 13 kleinere zuilen:
- Er zijn drie zuilen met daarop de gesneuvelde, gewonde en vermiste van elke divisie

*36th (Ulster) Division – 32,186
*10th (Irish) Division – 9,363
*16th (Irish) Division – 28,398
- Een gedenkplaat met alles graafschappen van Ierland, de namen volgen elkaar alfabetisch op om de eenheid van de dood voor te stellen.
- Een bronzen plat met een overzicht van de Tweede Slag om Mesen.
- Negen platte stenen met gedichten en brieven van Ierse militaire:

Spent all night trying to console, aid and remove the wounded. It was ghastly to see them lying there in the cold, cheerless outhouses, on bare stretchers with no blankets to cover their freezing limbs.
— PriesterFrancis Gleeson, Royal Munster Fusiliers

As it was, the Ypres battleground just represented one gigantic slough of despond into which floundered battalions, brigades and divisions of infantry without end to be shot to pieces or drowned, until at last and with immeasurable slaughter we had gained a few miles of liquid mud.
— Charles Miller, 2nd Royal Inniskilling Fusiliers

So here,  while the mad guns curse overhead, and tired men sigh, with mud for couch and floor, know that we fools, now with the foolish dead, died not for Flag, nor King, nor Emperor, but for a dream  born in a herdsman’s shed, and for the sacred scripture of the poor.
— Tom Kettle, 9th Royal Dublin Fusiliers

In a matter of seconds, a  hissing and shrieking pandemonium broke loose. The sky was splashed with light. Rockets, green, yellow and red, darted in all directions; and simultaneously, a cyclone  of bursting shells enveloped us.
— JFB O’Sullivan, 6th Connaught Rangers

It is too late now to retrieve a fallen dream, too late to grieve a name unmade, but not too late to thank the Gods for what is great. A keen edged sword,  a soldier’s heart  is greater than a poet’s art. And greater than a poet’s fame a little grave that has no name.
— Francis Ledwidge, 5th Inniskilling Fusiliers

I wish the sea were not so wide that parts me from my love, I wish that things men do below were known to God above. I wish that I were back again in the Glens of Donegal; they’ll call me coward if I return, but a hero if I fall.
— Patrick MacGill, London Irish Rifles

Hostilities will cease at 11.00am on the 11th day of the 11th month. After that time all firing will cease. This was joyous news. Approaching eleven o'clock in our sector you could have heard a pin drop. When eleven o'clock came there were loud cheers. The war was over as far as we were concerned.
— Terence Poulter, 7th Royal Dublin Fusiliers

So the curtain fell, over that tortured country of unmarked graves and unburied fragments of men: Murder and massacre: The innocent slaughtered for the guilty: The poor man for the sake of the rich: The man of no authority made the victim of the man who had gathered importance and wished to keep it.
— David Starret, 9th Royal Irish Rifles

I mean the simple soldier man, who when the Great War first began, just died, stone dead from lumps of lead, in mire.
— William Orpen, Official War Artist

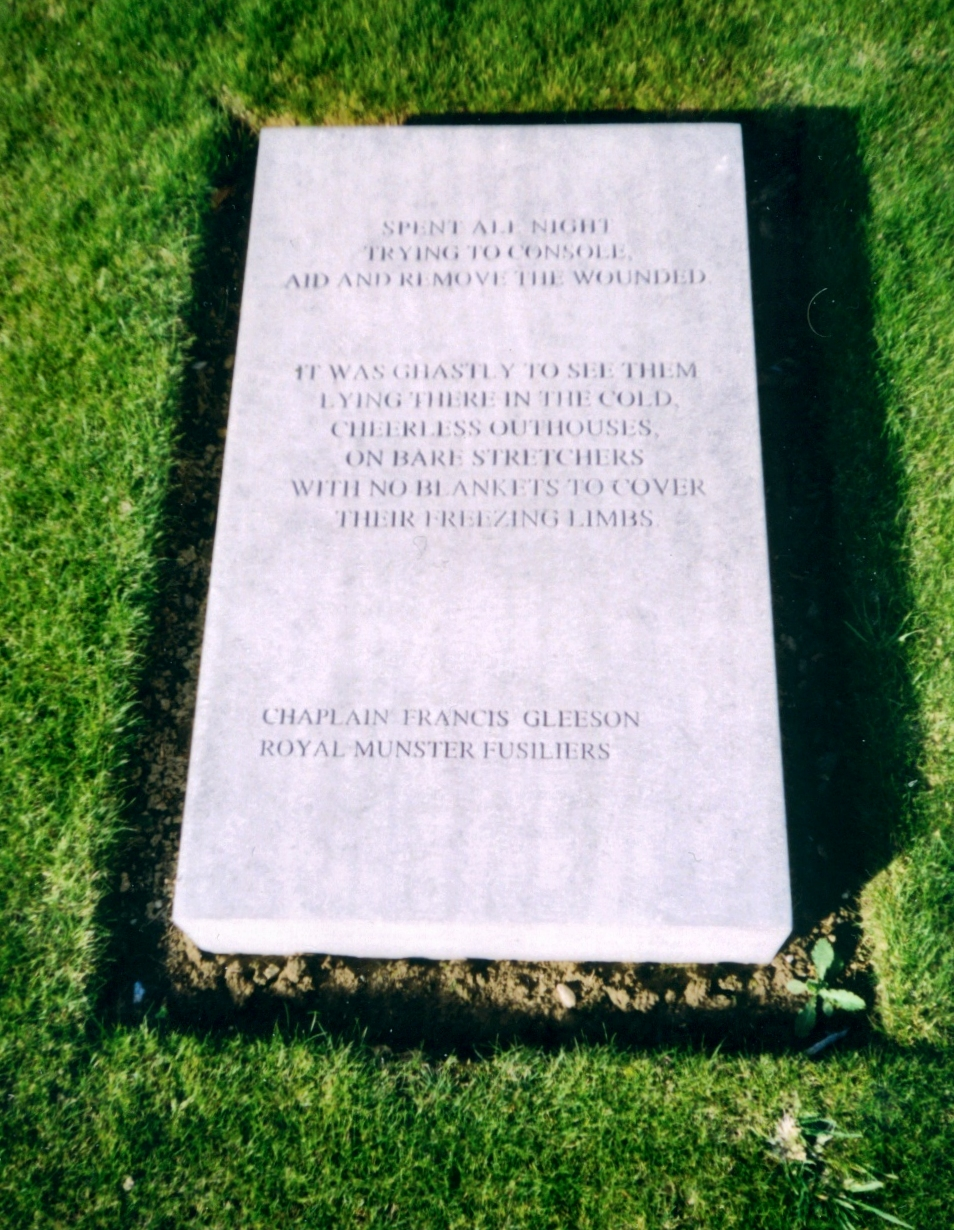
Priester Francis Gleeson's brief naar huis vanaf het front. Priester Gleeson diende bij the Royal Munster Fusiliers.
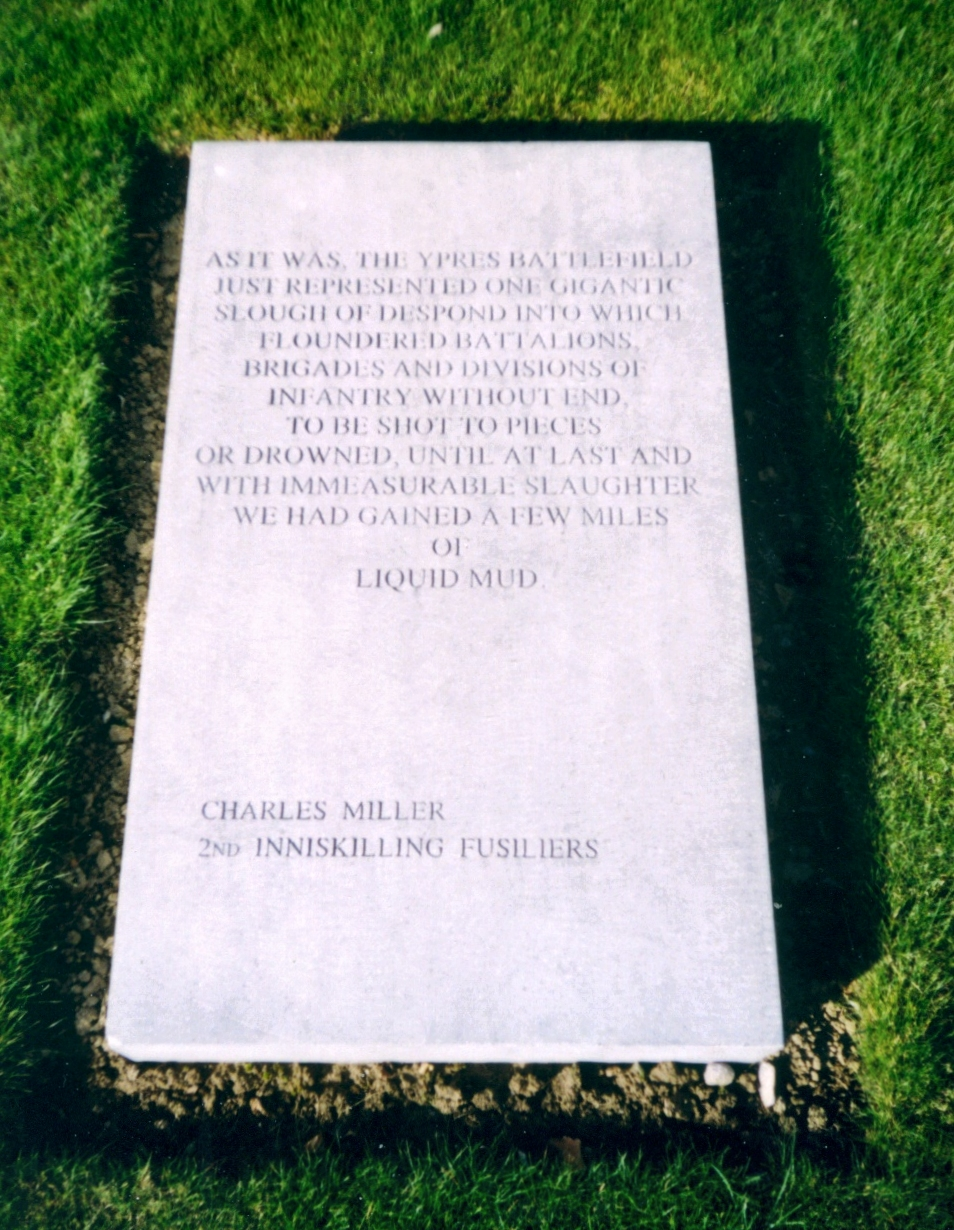
Charles Miller's brief naar huis vanaf het front. Charles Miller diende in het 2nd Inniskilling Fusiliers.
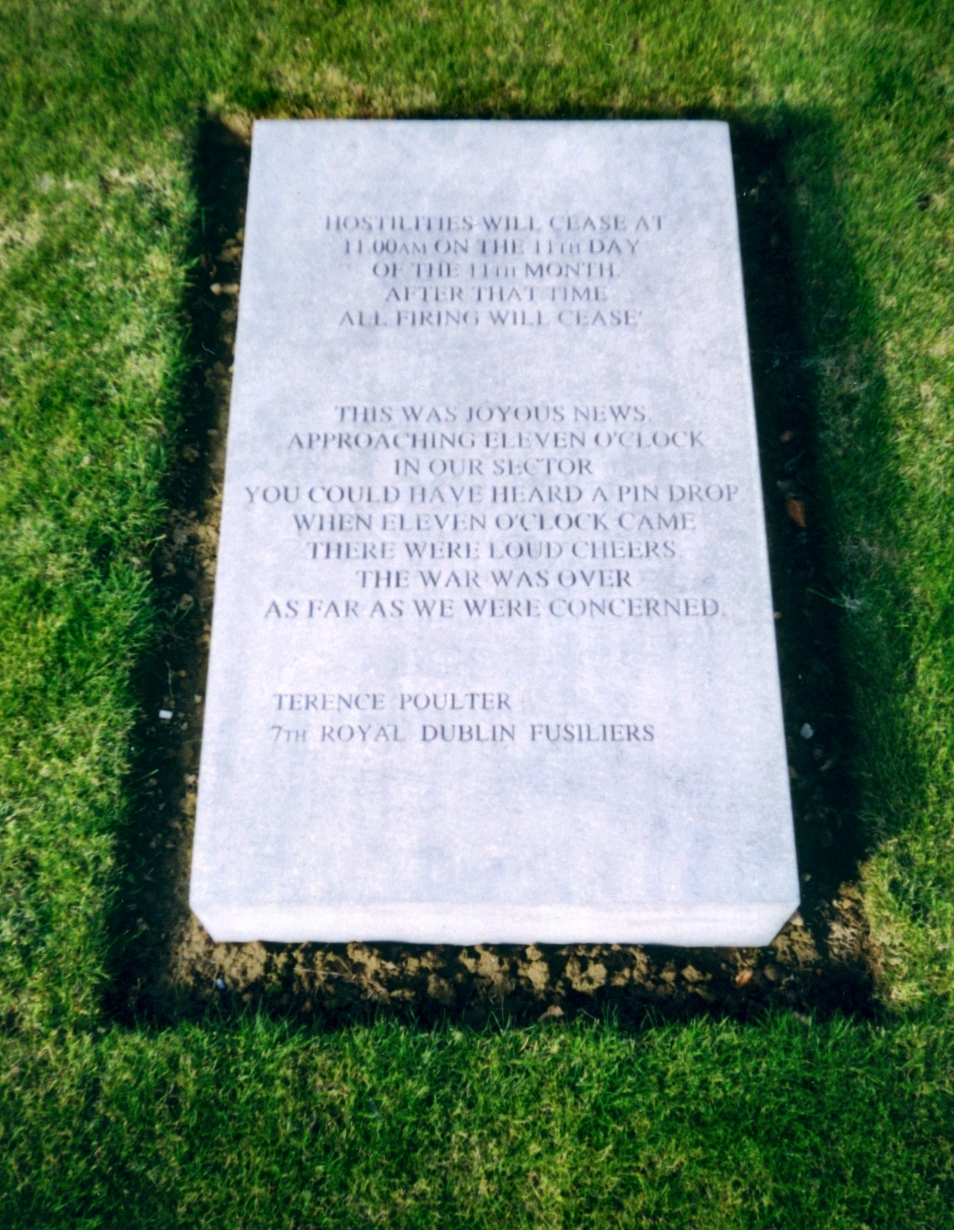
Terence Poulter's brief naar huis vanaf het front. Terence Poulter diende in het 7th Royal Dublin Fusiliers.
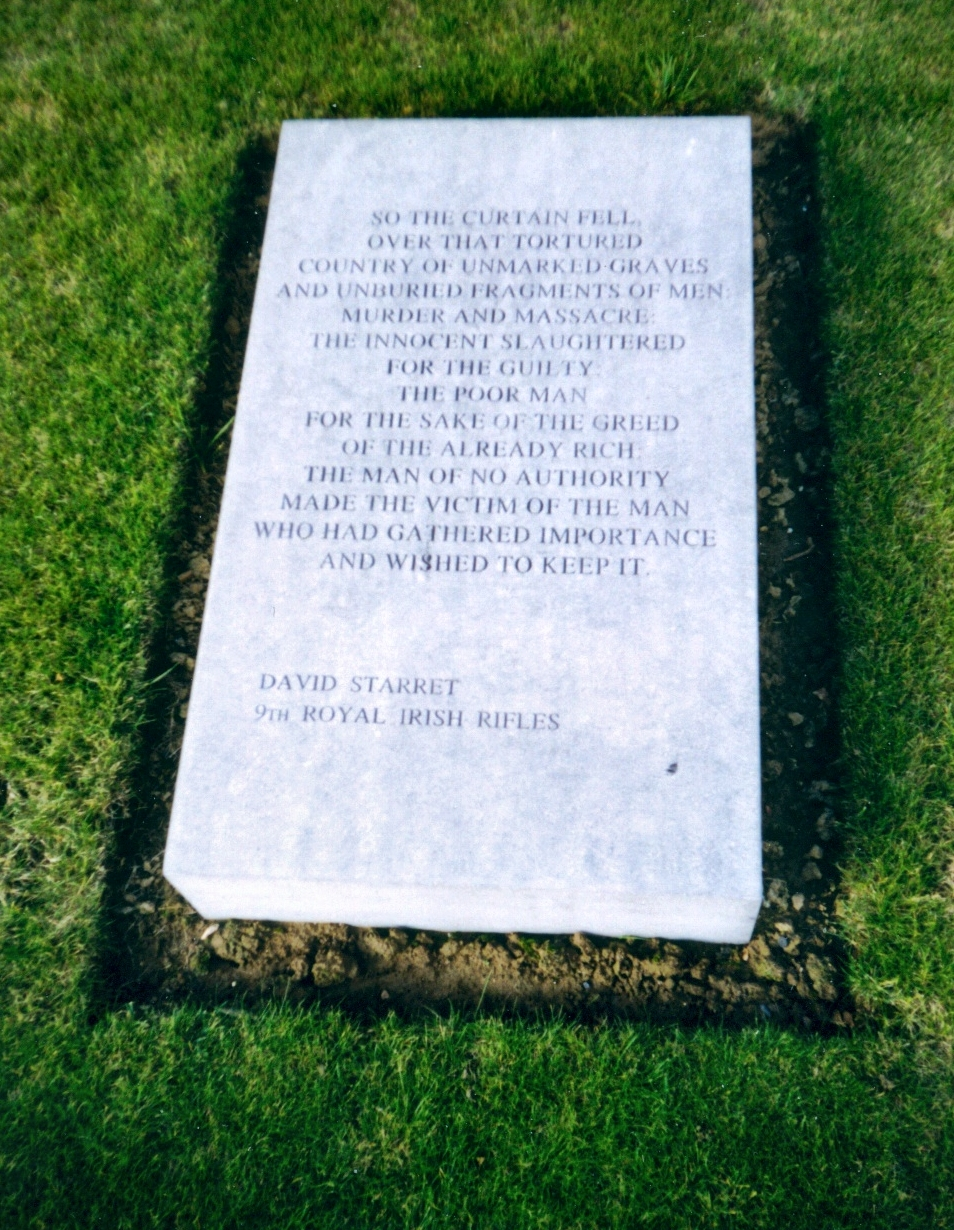
David Starret's brief naar huis vanaf het front. David Starret diende in het 9th Royal Irish Rifles.

## Mesens Peace Village
De voltooiing van het Vredespark leidde uiteindelijk tot de ontwikkeling en de bouw van het Mesens Peace Village, een internationaal, landelijk hostel dat geschikt is voor seminaries en vergaderingen, ideaal voor verenigingen, bedrijven, jeugd en schoolgroepen.
De eerste steen werd gelegd op 7 juni 2005 door Eerste minister van Ierland Bertie Ahern in het bijzijn van de burgemeester van Mesen, Sandy Evrard, en de Vlaamse minister van Administratieve Zaken, Buitenlands Beleid, Media en Toerisme, Geert Bourgeois. De opening vond plaats op 7 juni 2006.